# Llista de futbolistes balears que han jugat a la Primera divisió

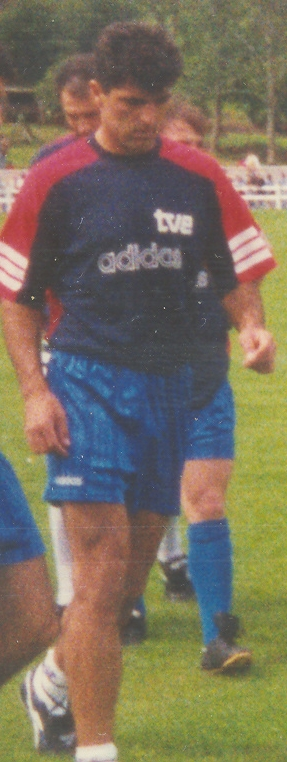
Amb 461 partits, Miquel Àngel Nadal és el futbolista balear amb més participacions a Primera Divisió.

Llista de futbolistes balears que han jugat a la Primera divisió espanyola de futbol. Entre parèntesis, amb els equips que han jugat a Primera. La llista està actualitzada a data de 6 de desembre de 2016.

## Mallorquins

### Anys 1930
- Pere Marroig Frau (Palma, 03, 03, 1926): FC Barcelona[2]
- Pere Gomila Alcover: Hèrcules CF[1]
- Manuel Olivares: Alabès, Reial Madrid, Reial Societat, Reial Saragossa

### Anys 1940
- Guillem Coll Munar: Reial Betis[1]
- Andreu Company Ramis: CE Alcoià[1]
- Corró: Gimnàstic de Tarragona, FC Barcelona
- Felip Ferrer Carreras: Reial Oviedo, València CF[1]
- Guillem Pont Serra: Reial Madrid, CD Málaga[1]
- José Luis Riera: Atlético Aviación, Reial Saragossa[1]
- Bartomeu Salas Ribot: Hércules CF, Celta de Vigo, Real Múrcia
- Francisco Sureda: Reial Madrid[1]
- Pau Vidal: Reial Madrid[1]

### Anys 1950
- Pere Caldentey Bauzá: FC Barcelona, Real Múrcia, Reial Oviedo, Reial Mallorca
- Pere Marroig Frau: Deportivo de la Coruña, València CF[1]
- Pere Mascaró Rayo: Atlètic de Madrid, Celta de Vigo, Hèrcules CF[1]
- Antoni Morro Mora: Reial Valladolid, UD Las Palmas[1]
- Rafel Piris Esteva: Granada CF, RCD Espanyol
- Miquel Sans Rigo: UD Las Palmas[1]
- Gabriel Suñer Sampol: València CF

### Anys 1960
- Antoni Amengual: Sevilla FC
- Joan Bisbal Parera: Reial Mallorca
- Joan Cifré Rosselló: Reial Mallorca
- Joan Cladera Mir: Reial Betis[1]
- Joan Colom Deyá: Reial Mallorca
- Joan Company Beltrán: Reial Mallorca
- Sebastià Company Murgas: Reial Mallorca[1]
- Joan Forteza Bennàsar: Reial Mallorca
- Pere Gost Sastre: Reial Mallorca, Celta de Vigo[1]
- Llorenç Homar Soler: Córdoba CF[1]
- Julià Mir Pons: Reial Mallorca, Elx CF
- Martí Mora Moragues: Reial Mallorca
- Josep Mora Serra: Reial Mallorca
- Felip Oliver Creus: Reial Mallorca
- Amador Puig Coll: Reial Mallorca
- Joan Rosselló Oquendo: Reial Mallorca
- Bernat Sans Perelló: Reial Mallorca
- Joan Sancho Pons: Deportivo de la Coruña[1]
- Pere Taberner Nadal: Celta de Vigo[1]
- Miquel Vilar Cifré: Elx CF[3]

### Anys 1970
- Francisco Domingo Roselló: Real Betis Balompié
- Gabriel Bordoy Vaquer: Deportivo de la Coruña[1]
- Bartomeu Llompart Coll: Elx CF
- Rafel Nicolau Rayo: CE Sabadell[1]
- Josep Palmer Calafell: Burgos CF, València CF
- Antoni Pascual Pascual: Rayo Vallecano

### Anys 1980
- Damià Amer: RCD Mallorca
- Balín: CA Osasuna, UD Salamanca[1]
- Bartomeu Bennàsar Bestard: Reial Múrcia CF[1]
- José Ramón Bermell: València CF, Cadis CF
- Juan Bezares García: UD Salamanca[1]
- Pep Bonet: RCD Mallorca
- Arnau Llabrés: Sporting de Gijón, CE Sabadell
- Tomás López: Real Murcia
- Bartomeu Mestre: Hèrcules CF
- Miquel Mesquida: Reial Saragossa
- Manel Molina: RCD Mallorca, Real Murcia
- Paco: Racing de Santander, Reial Betis
- Francesc Taberner Bonet: CE Castelló[4]
- Jacint Villalvilla: Rayo Vallecano

### Anys 1990
- Pere Del Campo: RCD Mallorca, Sevilla FC
- Xavier Mágico Díaz: RCD Espanyol
- Josep Gálvez: RCD Mallorca, València CF, Reial Betis
- Ferran Marcos: Albacete Balompié, Racing de Santander
- Marcos Martín: RCD Mallorca, Sevilla FC, Mérida UD
- Magí Mir: RCD Mallorca, Albacete Balompié
- Miquel Molondro: RCD Mallorca
- Óscar Montiel: CF Extremadura, Albacete Balompié
- Miquel Àngel Nadal: RCD Mallorca, FC Barcelona
- Antoni Prats: RCD Mallorca, Celta de Vigo, Reial Betis
- Francesc Soler: RCD Mallorca
- Gabriel Vidal: RCD Mallorca

### Anys 2000
- Tuni Adrover: RCD Mallorca
- Miquel Buades: Albacete Balompié

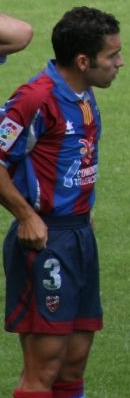
David Castedo, un dels millors laterals esquerre balears de la història.

- Francisco Campos Coll: RCD Mallorca
- Albert Cano: Albacete Balompié
- Carles Carmona: RCD Mallorca, Sporting de Gijón
- Víctor Casadesús: RCD Mallorca, Llevant UE
- David Castedo: RCD Mallorca, CF Extremadura, Sevilla FC, Llevant UE
- Miki Garró: RCD Mallorca
- Juanmi Gelabert: Sevilla FC
- Xisco Jiménez: Deportivo de la Coruña, Racing de Santander, Córdoba CF
- Josep Lluís Martí: RCD Mallorca, CD Tenerife, Sevilla FC
- Alberto López: RCD Mallorca
- Miquel Àngel Moyà: RCD Mallorca, València CF, Getafe CF, Atlètic de Madrid
- Toni Muñoz: RCD Mallorca
- Antonio Manuel Luna: Sevilla FC, UD Almería
- Xisco Muñoz: CD Tenerife, Recreativo de Huelva, València CF, Reial Betis, UE Llevant
- Xisco Nadal: Vila-real CF, UE Llevant
- Emilio Nsue: RCD Mallorca
- Josemi Pérez: RCD Mallorca
- Rafita Ramos: RCD Mallorca, UD Almería
- Iván Ramis: RCD Mallorca, Llevant UE, SD Eibar
- Biel Ribas: RCD Espanyol
- Albert Riera Ortega: RCD Mallorca, RCD Espanyol
- Julián Robles: RCD Mallorca
- Juan Carlos Sánchez: Vila-real CF
- Rafel Sastre Reus: Sporting de Gijón

### Anys 2010
- Marco Asensio: RCD Espanyol, Reial Madrid CF
- Dani Benítez: Granada CF[1]
- Pedro Bigas: RCD Mallorca, UD Las Palmas[1]
- Tano Bonnín: CA Osasuna
- Brandon: RCD Mallorca
- Pau Cendrós:[5] RCD Mallorca
- Martí Crespí:[6] RCD Mallorca
- Sergi Darder: Málaga Club de Fútbol
- Kevin García:[7] RCD Mallorca
- Dani Nieto: SD Eibar
- Abdón Prats: RCD Mallorca
- Baltasar Rigo: UD Almería
- Lluís Sastre Reus: Reial Valladolid, CD Leganés
- Ximo Navarro: RCD Mallorca, UD Almería[1]

## Menorquins

### Anys 1920
- Antoni Cladera Florit: Racing de Santander[1]
- Germán Javier Cardona: Racing de Santander[1]

### Anys 1940
- Germán Bagur Casasnovas: CE Alcoià[1]
- Nito Bagur: Reial Societat, Reial Madrid, Racing de Santander[1][8]
- Joaquín Carretero Comella: RCD Espanyol[1]
- Gabriel Taltavull: Atlético Aviación, Gimnàstic de Tarragona, València CF[9]

### Anys 1950
- Pere Melià Marqués: Sporting de Gijón[1]

### Anys 1960
- Boy: RCD Espanyol, Hèrcules CF.[10]
- Diego Llopis:[11] RCD Mallorca
- Pío: RCD Mallorca[1]

### Anys 1970
- Francesc Domènec Roselló: Reial Betis[12]

### Anys 1980
- Joan Capó: Celta de Vigo, CE Sabadell[13]

### Anys 2010
- Jon Bautista: Reial Societat
- Sergi Enrich:[14] RCD Mallorca, SD Eibar

## Eivissencs

### Anys 1970
- Antoni Arabí: RCD Espanyol[15]
- Antonio Ferrer Díaz: València CF, Hèrcules CF

### Anys 1990
- Feliciano Casanovas: Cadis CF[1]

### Anys 2000
- Marcos García:[16] Vila-real CF, Reial Valladolid

### Anys 2010
- Carlos Tomás Ferrer: Vila-real CF[1]